# 荀惲
荀 惲（じゅん うん）は、中国後漢時代末期の人物。字は長倩（ちょうせん）。豫州潁川郡潁陰県（現在の河南省許昌市）の人。
曹操の右腕を務めた荀彧の長男。妻は安陽公主。子は荀甝・荀霬。

## 生涯
建安17年（212年）、父の荀彧が亡くなると、万歳亭侯の爵位を継いだ。
当時、魏では曹丕と曹植の兄弟間で太子の座を巡る争いが展開され、曹丕は荀惲に対しへりくだったが、荀惲の側は父の没後、曹植と交友を結んだ。また荀惲は曹丕の盟友の夏侯尚と不和だったこともあり、曹丕からは恨みを買った。
官位は虎賁中郎将に上り、若死した。子の荀甝・荀霬は曹丕の外甥であることから寵遇を受けた。
羅貫中の小説『三国志演義』では、荀彧が曹操の意を受けて自殺した後、その死を曹操に報告する場面で名前のみ登場する（第61回）。